# DINKs
DINKs（ディンクス）とは、共働きで子供を意識的に作らない、持たない夫婦、またその生活観のことを指す。英語の "Double Income No Kids" または "Dual Income No Kids"（倍の/ふたつの収入、子供なし）の頭文字等を並べたものである。
日本では1988年に内閣府の出版した『国民生活白書 昭和63年度』の中でDINKs世帯が最近見られるライフスタイルとして掲載されたが、DINKs世帯は所得が多く「生活のゆとりがうかがえる」とされた。